# Jhonatan Restrepo
Jonathan Restrepo Valencia (Pácora, 28 de noviembre de 1994) es un ciclista profesional colombiano que desde 2025 corre para el equipo Orgullo Paisa de categoría Continental.

## Palmarés

### Pista
2013
- Campeonato de Colombia de Ciclismo en Pista
  - Campeón en Persecución individual  
  - Campeón en Persecución por equipos
- Juegos Bolivarianos
  - 2.º en Persecución individual

2014
- Campeonato de Colombia de Ciclismo en Pista
  - Campeón en Persecución individual  
  - Campeón en Persecución por equipos  
  - Campeón en Madison o Americana

### Ruta
2015
- Campeonato Panamericano en Ruta sub-23[1]

2019
- 1 etapa de la Vuelta al Valle del Cauca[2]

2020
- 2 etapas de la Vuelta al Táchira
- 4 etapas del Tour de Ruanda

2021
- 1 etapa del Tour de Ruanda

2022
- 1 etapa del Tour de Ruanda

2023
- 1 etapa de la Vuelta al Tolima
- Giro de la Ciudad Metropolitana de Regio de Calabria

2024
- 1 etapa del Tour Colombia
- 1 etapa del Tour de Ruanda

## Resultados en Grandes Vueltas y Campeonatos del Mundo
Durante su carrera deportiva ha conseguido los siguientes puestos en las Grandes Vueltas y en los Campeonatos del Mundo:
| Carrera         | Carrera         | 2016  | 2017 | 2018  | 2019 | 2020  | 2021 | 2022 | 2023 | 2024 |
| --------------- | --------------- | ----- | ---- | ----- | ---- | ----- | ---- | ---- | ---- | ---- |
|                 | Giro de Italia  | —     | —    | —     | —    | 103.º | —    | —    | —    | —    |
|                 | Tour de Francia | —     | —    | —     | —    | —     | —    | —    | —    | —    |
|                 | Vuelta a España | 128.º | —    | 105.º | —    | —     | —    | —    | —    | —    |
| Mundial en Ruta | Mundial en Ruta | —     | Ab.  | —     | —    | —     | —    | —    | —    | —    |

—: no participa

Ab.: abandono

## Equipos
- Coldeportes Zenú (2014-07.2015)
- Team Katusha (08.2015-2018)
  - Team Katusha (2015-2016)
  - Team Katusha-Alpecin (2017-2018)
- Manzana Postobón Team[3] (2019)[4]
- Androni Giocattoli/GW Shimano[5] (2020-2023)
  - Androni Giocattoli-Sidermec (2020-2021)
  - Drone Hopper-Androni Giocattoli (2022)
  - GW Shimano-Sidermec (2023)
- Team Polti Kometa (2024)
- Orgullo Paisa (2025-)